# American Le Mans Monterey 2012
Navigation
Édition précédente Édition suivante
L'American Le Mans Monterey 2012 (officiellement appelé le 2012 American Le Mans Monterey presented by Patrón) a été une course de voitures de sport organisée sur le Mazda Raceway Laguna Seca le 12 mai 2012. C'était la troisième manche de la saison 2012 du championnat American Le Mans Series.

## Qualifications
| Pos. | Classe | N°  | Équipe                       | Pilote                  | Temps        | Grille |
| ---- | ------ | --- | ---------------------------- | ----------------------- | ------------ | ------ |
| 1    | P1     | 6   | Muscle Milk Pickett Racing   | Klaus Graf              | 1:13.573     | 1      |
| 2    | P1     | 16  | Dyson Racing Team            | Guy Smith               | 1:15.358     | 2      |
| 3    | P2     | 055 | Level 5 Motorsports          | Christophe Bouchut      | 1:15.846     | 3      |
| 4    | P2     | 95  | Level 5 Motorsports          | Franck Montagny         | 1:15.935     | 4      |
| 5    | P2     | 27  | Dempsey Racing (en)          | Jonny Cocker            | 1:17.494     | 5      |
| 6    | PC     | 9   | RSR Racing                   | Bruno Junqueira         | 1:17.867     | 6      |
| 7    | PC     | 06  | CORE Autosport               | Tom Kimber-Smith        | 1:18.092     | 7      |
| 8    | PC     | 5   | Muscle Milk Pickett Racing   | Memo Gidley             | 1:18.114     | 8      |
| 9    | PC     | 52  | PR1/Mathiasen Motorsports    | Butch Leitzinger        | 1:18.396     | 9      |
| 10   | PC     | 05  | CORE Autosport               | Colin Braun             | 1:18.423     | 10     |
| 11   | PC     | 25  | Dempsey Racing (en)          | Ryan Lewis              | 1:18.466     | 11     |
| 12   | PC     | 8   | Merchant Services Racing     | Kyle Marcelli           | 1:18.500     | 12     |
| 13   | PC     | 18  | Performance Tech Motorsports | Ricardo Vera            | 1:18.725     | 13     |
| 14   | P2     | 2   | Project Libra                | Andrew Prendeville (en) | 1:21.539     | 14     |
| 15   | PC     | 7   | Merchant Services Racing     | Tony Burgess            | 1:21.645     | 15     |
| 16   | GT     | 007 | Aston Martin Racing          | Darren Turner           | 1:22.229     | 16     |
| 17   | GT     | 4   | Corvette Racing              | Tommy Milner            | 1:22.661     | 17     |
| 18   | GT     | 55  | BMW Team RLL                 | Jörg Müller             | 1:22.905     | 18     |
| 19   | GT     | 45  | Flying Lizard Motorsports    | Patrick Long            | 1:22.919     | 19     |
| 20   | GT     | 3   | Corvette Racing              | Antonio García          | 1:22.919     | 20     |
| 21   | GT     | 01  | Extreme Speed Motorsports    | Johannes van Overbeek   | 1:22.923     | 21     |
| 22   | GT     | 56  | BMW Team RLL                 | Joey Hand               | 1:22.939     | 22     |
| 23   | GT     | 02  | Extreme Speed Motorsports    | Guy Cosmo               | 1:22.942     | 23     |
| 24   | GT     | 17  | Team Falken Tire (en)        | Bryan Sellers           | 1:23.356     | 24     |
| 25   | GT     | 48  | Paul Miller Racing           | Sascha Maassen          | 1:23.448     | 25     |
| 26   | GT     | 23  | Lotus / Alex Job Racing      | Townsend Bell           | 1:24.473     | 26     |
| 27   | GT     | 44  | Flying Lizard Motorsports    | Seth Neiman             | 1:26.787     | 27     |
| 28   | GTC    | 34  | Green Hornet Racing          | Damien Faulkner         | 1:27.495     | 28     |
| 29   | GTC    | 68  | TRG                          | Nick Tandy              | 1:27.670     | 29     |
| 30   | GTC    | 66  | TRG                          | Jeroen Bleekemolen      | 1:27.673     | 30     |
| 31   | GTC    | 11  | JDX Racing                   | Martin Ragginger        | 1:28.155     | 31     |
| 32   | GTC    | 24  | Competition Motorsports      | Cort Wagner             | 1:28.618     | 32     |
| 33   | GTC    | 22  | Alex Job Racing              | Anthony Lazzaro         | 1:28.641     | 33     |
| 34   | GTC    | 32  | GMG Racing                   | James Sofronas          | 1:29.298     | 34     |
| 35   | P2     | 37  | Conquest Endurance           | Pas de temps            | Pas de temps | 35     |

## Course
Voici le classement provisoire au terme de la course.

- Les vainqueurs de chaque catégorie sont signalés par un fond jauni.
- Pour la colonne Pneus, il faut passer le curseur au-dessus du modèle pour connaître le manufacturier de pneumatiques.

| Pos    | Classe | no  | Équipe                       | Pilotes                                                  | Châssis                                       | Pneus | Tours |
| Pos    | Classe | no  | Équipe                       | Pilotes                                                  | Moteur                                        | Pneus | Tours |
| ------ | ------ | --- | ---------------------------- | -------------------------------------------------------- | --------------------------------------------- | ----- | ----- |
| 1      | P1     | 6   | Muscle Milk Pickett Racing   | Klaus Graf Lucas Luhr                                    | HPD ARX-03a                                   | M     | 242   |
| 1      | P1     | 6   | Muscle Milk Pickett Racing   | Klaus Graf Lucas Luhr                                    | Honda 3.4 L V8                                | M     | 242   |
| 2      | P2     | 95  | Level 5 Motorsports          | Scott Tucker Luis Díaz Franck Montagny                   | HPD ARX-03b                                   | D     | 239   |
| 2      | P2     | 95  | Level 5 Motorsports          | Scott Tucker Luis Díaz Franck Montagny                   | Honda HR28TT 2.8 L V6 Turbo                   | D     | 239   |
| 3      | PC     | 05  | CORE Autosport               | Colin Braun Jon Bennett                                  | Oreca FLM09                                   | M     | 236   |
| 3      | PC     | 05  | CORE Autosport               | Colin Braun Jon Bennett                                  | Chevrolet LS3 6.2 L V8                        | M     | 236   |
| 4      | PC     | 9   | RSR Racing                   | Bruno Junqueira Tomy Drissi Roberto González             | Oreca FLM09                                   | M     | 236   |
| 4      | PC     | 9   | RSR Racing                   | Bruno Junqueira Tomy Drissi Roberto González             | Chevrolet LS3 6.2 L V8                        | M     | 236   |
| 5      | PC     | 06  | CORE Autosport               | Alex Popow Tom Kimber-Smith                              | Oreca FLM09                                   | M     | 236   |
| 5      | PC     | 06  | CORE Autosport               | Alex Popow Tom Kimber-Smith                              | Chevrolet LS3 6.2 L V8                        | M     | 236   |
| 6      | PC     | 5   | Muscle Milk Pickett Racing   | Memo Gidley Michael Guasch Archie Hamilton               | Oreca FLM09                                   | M     | 236   |
| 6      | PC     | 5   | Muscle Milk Pickett Racing   | Memo Gidley Michael Guasch Archie Hamilton               | Chevrolet LS3 6.2 L V8                        | M     | 236   |
| 7 DNF  | PC     | 8   | Merchant Services Racing     | Kyle Marcelli Lucas Downs Dean Stirling                  | Oreca FLM09                                   | M     | 234   |
| 7 DNF  | PC     | 8   | Merchant Services Racing     | Kyle Marcelli Lucas Downs Dean Stirling                  | Chevrolet LS3 6.2 L V8                        | M     | 234   |
| 8      | PC     | 52  | PR1/Mathiasen Motorsports    | Butch Leitzinger Ken Dobson                              | Oreca FLM09                                   | M     | 232   |
| 8      | PC     | 52  | PR1/Mathiasen Motorsports    | Butch Leitzinger Ken Dobson                              | Chevrolet LS3 6.2 L V8                        | M     | 232   |
| 9      | GT     | 4   | Corvette Racing              | Oliver Gavin Tommy Milner                                | Chevrolet Corvette C6.R                       | M     | 232   |
| 9      | GT     | 4   | Corvette Racing              | Oliver Gavin Tommy Milner                                | Chevrolet 5.5 L V8                            | M     | 232   |
| 10     | GT     | 3   | Corvette Racing              | Jan Magnussen Antonio García                             | Chevrolet Corvette C6.R                       | M     | 232   |
| 10     | GT     | 3   | Corvette Racing              | Jan Magnussen Antonio García                             | Chevrolet 5.5 L V8                            | M     | 232   |
| 11     | GT     | 55  | BMW Team RLL                 | Bill Auberlen Jörg Müller                                | BMW M3 GT2                                    | D     | 232   |
| 11     | GT     | 55  | BMW Team RLL                 | Bill Auberlen Jörg Müller                                | BMW 4.0 L V8                                  | D     | 232   |
| 12     | GT     | 56  | BMW Team RLL                 | Dirk Müller Joey Hand                                    | BMW M3 GT2                                    | D     | 232   |
| 12     | GT     | 56  | BMW Team RLL                 | Dirk Müller Joey Hand                                    | BMW 4.0 L V8                                  | D     | 232   |
| 13     | GT     | 01  | Extreme Speed Motorsports    | Scott Sharp Johannes van Overbeek                        | Ferrari 458 Italia GT2                        | M     | 232   |
| 13     | GT     | 01  | Extreme Speed Motorsports    | Scott Sharp Johannes van Overbeek                        | Ferrari 4.5 L V8                              | M     | 232   |
| 14     | GT     | 45  | Flying Lizard Motorsports    | Patrick Long Jörg Bergmeister Richard Lietz              | Porsche 911 GT3 RSR                           | M     | 232   |
| 14     | GT     | 45  | Flying Lizard Motorsports    | Patrick Long Jörg Bergmeister Richard Lietz              | Porsche 4.0 L Flat-6                          | M     | 232   |
| 15     | GT     | 17  | Team Falken Tire (en)        | Bryan Sellers Wolf Henzler                               | Porsche 911 GT3 RSR                           | F     | 232   |
| 15     | GT     | 17  | Team Falken Tire (en)        | Bryan Sellers Wolf Henzler                               | Porsche 4.0 L Flat-6                          | F     | 232   |
| 16     | PC     | 25  | Dempsey Racing (en)          | Duncan Ende Henri Richard Ryan Lewis                     | Oreca FLM09                                   | M     | 231   |
| 16     | PC     | 25  | Dempsey Racing (en)          | Duncan Ende Henri Richard Ryan Lewis                     | Chevrolet LS3 6.2 L V8                        | M     | 231   |
| 17     | GT     | 007 | Aston Martin Racing          | Darren Turner Adrián Fernández Stefan Mücke              | Aston Martin Vantage GTE                      | M     | 230   |
| 17     | GT     | 007 | Aston Martin Racing          | Darren Turner Adrián Fernández Stefan Mücke              | Aston Martin 4.5 L V8                         | M     | 230   |
| 18     | GT     | 44  | Flying Lizard Motorsports    | Seth Neiman Marco Holzer                                 | Porsche 911 GT3 RSR                           | M     | 230   |
| 18     | GT     | 44  | Flying Lizard Motorsports    | Seth Neiman Marco Holzer                                 | Porsche 4.0 L Flat-6                          | M     | 230   |
| 19     | GT     | 48  | Paul Miller Racing           | Bryce Miller Sascha Maassen                              | Porsche 911 GT3 RSR                           | D     | 229   |
| 19     | GT     | 48  | Paul Miller Racing           | Bryce Miller Sascha Maassen                              | Porsche 4.0 L Flat-6                          | D     | 229   |
| 20     | P2     | 37  | Conquest Endurance           | Martin Plowman David Heinemeier Hansson Antônio Pizzonia | Morgan LMP2                                   | D     | 227   |
| 20     | P2     | 37  | Conquest Endurance           | Martin Plowman David Heinemeier Hansson Antônio Pizzonia | Nissan VK45DE 4.5 L V8                        | D     | 227   |
| 21 DNF | PC     | 18  | Performance Tech Motorsports | Anthony Nicolosi Ricardo Vera                            | Oreca FLM09                                   | M     | 225   |
| 21 DNF | PC     | 18  | Performance Tech Motorsports | Anthony Nicolosi Ricardo Vera                            | Chevrolet LS3 6.2 L V8                        | M     | 225   |
| 22     | GT     | 02  | Extreme Speed Motorsports    | Ed Brown Guy Cosmo                                       | Ferrari 458 Italia GT2                        | M     | 224   |
| 22     | GT     | 02  | Extreme Speed Motorsports    | Ed Brown Guy Cosmo                                       | Ferrari 4.5 L V8                              | M     | 224   |
| 23     | P1     | 16  | Dyson Racing Team            | Chris Dyson Guy Smith Johnny Mowlem                      | Lola B12/60                                   | D     | 222   |
| 23     | P1     | 16  | Dyson Racing Team            | Chris Dyson Guy Smith Johnny Mowlem                      | Mazda MZR-R 2.0 L I4 Turbo (Isobutanol)       | D     | 222   |
| 24     | GTC    | 66  | TRG                          | Emilio Di Guida Jeroen Bleekemolen Bret Curtis           | Porsche 997 GT3 Cup                           | Y     | 219   |
| 24     | GTC    | 66  | TRG                          | Emilio Di Guida Jeroen Bleekemolen Bret Curtis           | Porsche 3.8 L Flat-6                          | Y     | 219   |
| 25     | GTC    | 32  | GMG Racing                   | James Sofronas Alex Welch René Villeneuve                | Porsche 911 GT3 Cup                           | Y     | 219   |
| 25     | GTC    | 32  | GMG Racing                   | James Sofronas Alex Welch René Villeneuve                | Porsche 3.8 L Flat-6                          | Y     | 219   |
| 26     | GTC    | 24  | Competition Motorsports      | Bob Faieta Michael Avenatti Cort Wagner                  | Porsche 911 GT3 Cup                           | Y     | 219   |
| 26     | GTC    | 24  | Competition Motorsports      | Bob Faieta Michael Avenatti Cort Wagner                  | Porsche 3.8 L Flat-6                          | Y     | 219   |
| 27     | GTC    | 22  | Alex Job Racing              | Anthony Lazzaro Cooper MacNeil                           | Porsche 911 GT3 Cup                           | Y     | 216   |
| 27     | GTC    | 22  | Alex Job Racing              | Anthony Lazzaro Cooper MacNeil                           | Porsche 3.8 L Flat-6                          | Y     | 216   |
| 28     | GTC    | 34  | Green Hornet Racing          | Peter LeSaffre Damien Faulkner Sebastiaan Bleekemolen    | Porsche 911 GT3 Cup                           | Y     | 211   |
| 28     | GTC    | 34  | Green Hornet Racing          | Peter LeSaffre Damien Faulkner Sebastiaan Bleekemolen    | Porsche 3.8 L Flat-6                          | Y     | 211   |
| 29     | P2     | 055 | Level 5 Motorsports          | Scott Tucker Christophe Bouchut Franck Montagny          | HPD ARX-03b                                   | D     | 207   |
| 29     | P2     | 055 | Level 5 Motorsports          | Scott Tucker Christophe Bouchut Franck Montagny          | Honda HR28TT 2.8 L V6 Turbo                   | D     | 207   |
| 30     | P2     | 27  | Dempsey Racing (en)          | Patrick Dempsey Joe Foster Jonny Cocker                  | Lola B12/87                                   | M     | 202   |
| 30     | P2     | 27  | Dempsey Racing (en)          | Patrick Dempsey Joe Foster Jonny Cocker                  | Judd-BMW HK 3.6 L V8                          | M     | 202   |
| 31     | P2     | 2   | Project Libra                | Andrew Prendeville Rusty Mitchell Duarte Félix da Costa  | Radical SR10                                  | D     | 185   |
| 31     | P2     | 2   | Project Libra                | Andrew Prendeville Rusty Mitchell Duarte Félix da Costa  | Ford Roush-Yates (en) EcoBoost 3.2 L V6 Turbo | D     | 185   |
| 32     | GTC    | 68  | TRG                          | Mike Hedlund Tracy Krohn Nick Tandy                      | Porsche 911 GT3 Cup                           | Y     | 178   |
| 32     | GTC    | 68  | TRG                          | Mike Hedlund Tracy Krohn Nick Tandy                      | Porsche 3.8 L Flat-6                          | Y     | 178   |
| 33 DNF | GTC    | 11  | JDX Racing                   | Chris Cumming Matthew Marsh Martin Ragginger             | Porsche 911 GT3 Cup                           | Y     | 119   |
| 33 DNF | GTC    | 11  | JDX Racing                   | Chris Cumming Matthew Marsh Martin Ragginger             | Porsche 3.8 L Flat-6                          | Y     | 119   |
| 34 DNF | PC     | 7   | Merchant Services Racing     | Chapman Ducote Tony Burgess Antonio Downs                | Oreca FLM09                                   | M     | 100   |
| 34 DNF | PC     | 7   | Merchant Services Racing     | Chapman Ducote Tony Burgess Antonio Downs                | Chevrolet LS3 6.2 L V8                        | M     | 100   |
| 35 DNF | GT     | 23  | Lotus Alex Job Racing        | Townsend Bell Bill Sweedler                              | Lotus Evora GTE                               | Y     | 67    |
| 35 DNF | GT     | 23  | Lotus Alex Job Racing        | Townsend Bell Bill Sweedler                              | Toyota-Cosworth 3.5 L V6                      | Y     | 67    |